# Joseph Winkler (Theologe)
Joseph Winkler (* 14. Mai 1809 in Gelfingen; † 31. Januar 1886 in Luzern) war ein Schweizer römisch-katholischer Theologe und Kirchenrechtler.

## Leben
Winkler besuchte von 1825 bis 1831 das Luzerner Gymnasium und Lyzeum. Anschliessend ging er zum Studium der Theologie an die Universitäten von Tübingen, Gießen, Bonn und München. 1834 erfolgte die Priesterweihe in Solothurn. Danach war er als Lehrer an der Stiftsschule Beromünster tätig.
Winkler wurde 1838 zum Professor der Moral und Kirchengeschichte an der Theologischen Hochschule Luzern ernannt. 1841 habilitierte er sich zum Privatdozenten des Kirchenrechts, ab 1845 war er ordentlicher Professor dieses Fachgebietes. 1872 bekam er von der Universität Freiburg im Breisgau den Doktorgrad (Dr. theol.) verliehen. 1878 zog er sich wieder von der Lehrtätigkeit zurück.
Winkler wirkte neben der Lehrtätigkeit ab 1845 als Chorherr am Stift St. Leodegar im Hof in Luzern. 1848 erfolgte die Wahl zum bischöflichen Kommissar des Bistums Basel im Kanton Luzern. Von 1871 bis 1875 war er Mitglied des Luzerner Erziehungsrates, 1872 wurde er zum Päpstlichen Ehrenkämmerer ernannt. 1885 zog er sich vollständig in den Ruhestand zurück.
Der Luzerner Stadtpräsident und Bundespolitiker Johann Winkler war sein Bruder.

## Werke (Auswahl)
- Die Volksbildung und Volksschule, zunächst wie sie sein sollten. Meyer, Luzern 1841.
- Der Sonntag, oder Schrift- und Kirchenlehre über das dritte Gebot Gottes: «Gedenke, daß du den Sabbat heiligest.» Räber, Luzern 1847.
- Der Ablaß der Kirche. Räber, Luzern 1858.
- Lehrbuch des Kirchenrechts, mit besonderer Rücksicht auf die Schweiz. Räber, Luzern 1861.
- Sammlung von Broschüren, Abhandlungen, Anreden und Zeitungs-Artikeln. Gebr. Räber, Luzern 1880. Google.